# Німецька окупація Європи (1939—1945)
Окупована Німеччиною Європа відноситься до суверенних країн Європи, які були повністю або частково окуповані та окуповані цивільним (включаючи маріонеткові уряди) військовими силами та урядом нацистської Німеччини в різні періоди між 1939 і 1945 роками, під час і незадовго до Світової війни II, як правило, управляється нацистським режимом, під диктатурою Адольфа Гітлера. Німецький вермахт окупував європейську територію:
- на схід до міста Моздок на півночі Кавказу в Радянському Союзі (1942–1943)
- аж на північ від поселення Баренцбург на Шпіцбергені в Королівстві Норвегія
- аж на південь, до острова Гавдос у Грецькому королівстві
- аж на захід від острова Ушант у Французькій Республіці

За межами власної Європи німецькі війська фактично контролювали райони Північної Африки в Єгипті, Лівії та Тунісі між 1940 і 1945 роками. Німецькі військові вчені створили базу метеостанції Шацгребер Аж на північ від Землі Олександри в Землі Франца-Йосифа - можливо, частині Азії. Пілотовані німецькі метеостанції також працювали в Північній Америці. Крім того, німецькі судна Kriegsmarine діяли у всіх Світових океанах протягом усієї війни.

## Передумови
Кілька окупованих Німеччиною країн спочатку вступили у Другу світову війну як союзники Сполученого Королівства або Радянського Союзу. Деякі з них були змушені здатися перед початком війни, такі як Чехословаччина; інші, як Польща (вторгся 1 вересня 1939 р.) були завойовані в бою, а потім окуповані. У деяких випадках легітимні уряди виїжджали в еміграцію, в інших випадках уряди в еміграції формувались їх громадянами в інших країнах-членах Альянсу. Деякі країни, окуповані нацистською Німеччиною, були офіційно нейтральними. Інші були колишніми членами держав Осі, які були окуповані німецькими силами на пізнішому етапі війни, таких як Фінляндія, Іспанія та Угорщина.

## Окуповані країни
| Країна або територія окупації                                               | Ляльковий штат (штати) або військова адміністрація (адміністрації) | Хронологія окупацій                                            | Німецька анексована або окупована територія              | Рух(и) опору                             |
| --------------------------------------------------------------------------- | --- | -------------------------------------------------------------- | -------------------------------------------------------- | ---------------------------------------- |
| Албанське королівство                                                       | Албанське королівство | 8 вересня 1943 – 29 листопада 1944                             | Немає                                                    | Албанський опір                          |
| Ґернсі                                                                      | Військова адміністрація у Франції | 30 червня 1940 – 9 травня 1945                                 | Немає                                                    | Гернсійський опір                        |
| Джерсі                                                                      | Військова адміністрація у Франції | 1 липня 1940 – 9 травня 1945                                   | Немає                                                    | Опір Джерсі                              |
| Чехословацька республіка Чехо-Словацька Республіка Чехословацька республіка | Словацька республіка Німецька зона охорони в Словаччині | 1 жовтня 1938 – 11 травня 1945                                 | Протекторат Богемії та Моравії                           | Чехословацький опір                      |
| Федеративна держава Австрія                                                 | Немає. Хоча в Австрії існувала суттєва підтримка народу щодо (ре)об'єднання з Німеччиною, канцлери Енгельберт Доллфус та його наступник Курт Шушніг хотіли зберегти хоча б якийсь тип незалежності. Доллфус запровадив авторитарний режим, який тепер називають австрофашизмом, продовжуючи Шуснігга, який ув'язнив багатьох членів Австрійської нацистської партії та Соціал-демократичної партії, котрі підтримували об'єднання. Насильство з боку членів австрійської нацистської партії, включаючи вбивство Доллфуса, разом з німецькою пропагандою і, врешті-решт, погрозами вторгнення Адольфа Гітлера, зрештою змусило Шушнігга капітулювати і подати у відставку. Гітлер, однак, не дочекався, коли його обраний наступник, австрійський нацист Артур Сейсс-Інкварт, принесе присягу і наказав німецьким військам вторгатися до Австрії на світанку 12 березня 1938 р., Де їх зустріли веселі натовпи та австрійська армія раніше наказали не чинити опір. | 12 березня 1938 – 9 травня 1945                                | Райхсгау Каринтія Райхсгау Штирія                        | Австрійський опір                        |
| Вільне місто Данциг                                                         | Немає. Місто було безпосередньо приєднано до Німеччини разом із навколишнім польським Поморським воєводством. | 1 вересня 1939 – 9 травня 1945                                 |                                                          | Данцигський опір                         |
| Французька республіка Вільна Франція Тимчасовий уряд Французької Республіки | Режим Віші Військова адміністрація в Бельгії та Північній Франції Military Administration in France Комісаріат Королівства Бельгії та Північної Франції | 10 травня 1940 – 9 травня 1945                                 |                                                          | Рух Опору у Франції                      |
| Люксембург                                                                  | Військова адміністрація Люксембургу Зона цивільного управління Люксембургу | 10 травня 1940 – лютого 1945                                   |                                                          | Опір Люксембургу                         |
| Італійські острови Егейського моря                                          | Італійські острови Егейського моря | 8 вересня 1943 – 8 травня 1945                                 | Немає                                                    |                                          |
| Бельгія                                                                     | Військова адміністрація в Бельгії та Північній Франції Комісаріат Королівства Бельгії та Північної Франції | 10 травня 1940 – 4 лютого 1945                                 |                                                          | Рух Опору в Бельгії                      |
| Данія                                                                       | протектор-держава | 9 квітня 1940 – 5 травня 1945                                  | Немає                                                    | Рух Опору в Данії                        |
| Грецьке королівство                                                         | Окупація Греції країнами Осі - Грецька держава | 6 квітня 1941 – 8 травня 1945                                  | Немає                                                    | Рух Опору в Греції                       |
| Угорське королівство                                                        | Угорське королівство - Уряд національної єдности | 19 березня 1944 – травня 1945                                  | Немає                                                    | Рух опору в Угорщині                     |
| Королівство Італія                                                          | Італійська соціальна республіка - Оперативна зона Адріатичного узбережжя - Оперативна зона передгір'я Альп | 8 вересня 1943 – 2 травня 1945                                 | Немає                                                    | Рух Опору в Італії                       |
| Норвегія                                                                    | Райхскомісаріат Норвегія - Національний уряд | 9 квітня 1940 – 8 травня 1945                                  | Немає                                                    | Рух Опору в Норвегії                     |
| Netherlands                                                                 | Рейхскомісаріат для окупованих нідерландських територій | 10 травня 1940 – 20 травня 1945                                | Немає                                                    | Рух Опор в Нідерландах                   |
| Королівство Югославія                                                       | Albanian Kingdom German occupied territory of Montenegro Незалежна Держава Хорватія - Німецька зона впливу Незалежна республіка Македонія Територія військового командувача в Сербії - Уповноважений Уряд - Уряд національного порятунку | 6 квітня 1941 – 15 травня 1945                                 | Райхсгау Каринтія Райхсгау Штирія                        | Югославський фронт Другої світової війни |
| Монако                                                                      | Немає | 8 вересня 1943 – 3 вересня 1944                                | Немає                                                    |                                          |
| Фінляндія                                                                   | Немає | 15 вересня 1944 – 25 квітня 1945                               | Немає                                                    | Фінський опір                            |
| Литва Литовський тимчасовий уряд                                            | Райхскомісаріат Остланд | 22 березня 1939 – 21 липня 1940 23 червня 1941 – 5 серпня 1941 |                                                          | Литовський опір                          |
| Republic of Poland                                                          | Військова адміністрація у Польщі Уряд Генеральної губернії Райхскомісаріат Остланд Райхскомісаріат Україна | 1 вересня 1939 – 9 травня 1945                                 | Округа Білосток Генеральна губернія Reichsgau Wartheland | Рух Опору в Польщі                       |
| San Marino                                                                  | Немає | 17 вересня 1944 – 20 вересня 1944                              | Немає                                                    |                                          |
| Територія військового командувача в Сербії                                  | Уповноважений Уряд Уряд національного порятунку | квітня 30, 1941 – січень 1945                                  | Немає                                                    | Рух опору в Сербії                       |
| Словацька республіка                                                        | Німецька зона охорони в Словаччині | 23 березня 1939 – травня 1945                                  | Немає                                                    | Рух опору в Словаччині                   |
| Територія басейну Саару                                                     | Немає. На референдумі в 1935 р. Понад 90% жителів підтримали возз'єднання з Німеччиною через те, що залишився протекторатом Ліги націй Франції та Великої Британії або приєднався до Франції. | 1 березня 1935 – квітня 1945                                   |                                                          | Рух Опору в Німеччині                    |
| Українське державне правління                                               | Райхскомісаріат Україна | 30 червня 1941 – вересня 1941                                  | Генеральна губернія                                      | Рух опору в Україні                      |
| Частина Союзу Радянських Соціалістичних Республік                           | Локотська республіка Військова адміністрація в Радянському Союзі - Локотська автономія Райхскомісаріат Остланд Райхскомісаріат Україна | 22 червня 1941 – 10 травня 1945                                | Повіт Округа Білосток Генеральна губернія                | Радянські партизани                      |

### Уряди в еміграції

#### Уряди союзників у вигнанні
| Уряд в еміграції                | Столиця в еміграції                                                                                                  | Хронологія вигнання                 | Окупант(и) |
| ------------------------------- | --- | ----------------------------------- | --- |
| Австрійський демократичний союз | Лондон | 1941–1945                           | Німецький рейх / Великонімецький рейх |
| Вільна Франція                  | Лондон · (1940–1941) Algiers, French Algeria(1942 – 31 серпня 1944)                                                  | 1940 – 31 серпня 1944               | Французька держава Німецький рейх / Великонімецький рейх Військова адміністрація в Бельгії та Північній Франції Рейхскомісаріат Бельгії та Північної Франції |
| Уряд Польщі у вигнанні          | Париж (29/30 вересня 1939 – 1940) Анже, Французька республіка (1940 – 12 червня 1940) Лондон (12 червня 1940 – 1990) | 29/30 вересня 1939 – 22 грудня 1990 | Німецький рейх / Великонімецький рейх · Райхскомісаріат Остланд Райхскомісаріат Україна Словацька республіка Союз Радянських Соціалістичних Республік Польська Народна Республіка                                                                                   |
| Бельгія                         | Лондон (22 жовтня 1940 – 8 вересня 1944)                                                                             | 22 жовтня 1940 – 8 вересня 1944     | Німецький рейх / Великонімецький рейх Військова адміністрація в Бельгії та Північній Франції Рейхскомісаріат Бельгії та Північної Франції |
| Данія                           | Немає | 1943–1945                           | Німецький рейх / Великонімецький рейх |
| Люксембург                      | Лондон | 1940–1944                           | Німецький рейх / Великонімецький рейх |
| Грецьке королівство             | Каїр, Єгипет | 29 квітня 1941 – 12 жовтня 1944     | Німецький рейх / Великонімецький рейх Королівство Італія Болгарське царство |
| Норвегія                        | Лондон | 7 червня 1940 – 31 травня 1945      | Райхскомісаріат Норвегія |
| Королівство Югославія           | Лондон | 7 червня 1941 – 7 березня 1945      | Албанське королівство · Окупована німцями територія Чорногорії Німецький рейх / Великонімецький рейх Уряд національного порятунку Незалежна Держава Хорватія Незалежна Македонія Болгарське царство Угорське королівство Територія військового командувача в Сербії |
| Нідерланди                      | Лондон | 1940–1945                           | Рейхскомісаріат для окупованих нідерландських територій |
| Тимчасовий уряд Чехословаччини  | Париж (2 жовтня 1939 – 1940) Лондон(1940–1941) Астон Абботтс, Сполучене Королівство (1941–1945)                      | 2 жовтня 1939 – 2 квітня 1945       | Німецький рейх / Великонімецький рейх · Угорське королівство Словацька республіка |

#### Уряди країн Осі у вигнанні
| Уряд в еміграції           | Столиця в еміграції                                       | Хронологія вигнання                     | Окупанти                                                                                    |
| -------------------------- | --------------------------------------------------------- | --------------------------------------- | ------------------------------------------------------------------------------------------- |
| Королівство Болгарія       | Відень, Великонімецький рейх                              | 16 вересня 1944 — 10 травня 1945        | Королівство Болгарія Грецьке королівство Королівство Югославія                              |
| Французька держава         | Зігмарінген, Великонімецький рейх                         | 1944 — 22 квітня 1945                   | Тимчасовий уряд Французької Республіки                                                      |
| Угорське королівство       | Відень, Великонімецький рейх Мюнхен, Великонімецький рейх | 28/29 березня 1945 р. — 7 травня 1945 р | Чехословацька республіка · Угорське королівство Румунське королівство Королівство Югославія |
| Румунське королівство      | Відень, Великонімецький рейх                              | 1944–1945                               | Румунське королівство                                                                       |
| Чорногорська державна рада | Загреб, Незалежна Держава Хорватія                        | Літо 1944 р. — 8 травня 1945 р          | Королівство Югославія                                                                       |
| Словацька Республіка       | Кремсмюнстер, Великонімецький рейх                        | 4 квітня 1945 — 8 травня 1945           | Чехословацька республіка                                                                    |

#### Нейтральні уряди в еміграції
| Уряд в еміграції                   | Столиця в еміграції                                                                      | Хронологія вигнання             | Окупанти |
| ---------------------------------- | ---------------------------------------------------------------------------------------- | ------------------------------- | --- |
| Білоруська Демократична Республіка | Прага, Чехословацька Республіка (1923–1938) Прага, Чехо-Словацька Республіка (1938–1939) | 1919 — сьогодні                 | Німецький рейх / Великонімецький рейх Райхскомісаріат Остланд Райхскомісаріат Україна Республіка Польща Союз Радянських Соціалістичних Республік  |
| Естонська Республіка               | Стокгольм, Королівство Швеція (1944 - 20 серпня 1991) Нью-Йорк, Сполучені Штати Америки  | 17 червня 1940 — 20 серпня 1991 | Райхскомісаріат Остланд Союз Радянських Соціалістичних Республік                                                                                  |
| Українська Народна Республіка      | Варшава, Республіка Польща                                                               | 1920 — 22 серпня 1992           | Німецький рейх / Великонімецький рейх Райхскомісаріат Україна Угорське королівство Румунське королівство Союз Радянських Соціалістичних Республік |
| Республіка Іспанія                 | Париж (1939-1940, 1946-1977) Мехіко (1940-1946)                                          | 4 квітня 1939 - 1 липня 1977    | Друга Іспанська Республіка |

### Першоджерела
- Карлайл Маргарет, вид. Документи з міжнародних відносин, 1939–1946. Том II, Гітлерівська Європа (Oxford University Press, 1954) 362pp. )